# Соколов Віктор Захарович
Віктор Захарович Соколов (рос. Виктор Захарович Соколов; нар. 28 вересня 1932, Москва, СРСР — пом. 23 листопада 2012, Москва, Росія) — радянський футболіст та тренер, виступав на позиції нападника.

## Клубна кар'єра
Вихованець ДЮСШ Московсько-Ярославського відділу Московської залізниці. У 1950 році розпочав дорослу футбольну кар'єру в аматорському колективі «Локомотив» з містечка Бабушкін (на даний час поглинуте Москвою). Влітку 1954 року прийняв запрошення залізничного клубу «Локомотив» (Москва), в якому виступав протягом 10 років. У 1964 році перейшов до дніпропетровського «Дніпра», в якому й завершив футбольну кар'єру.

## Кар'єра в збірній
Найкращий бомбардир збірної СРСР в міжнародних товариських матчах. Більшість зі своїх 90 м'ячів відзначився у воротах країн зі слабко розвиненим футболом — Індії, Індонезії, Лівану, Китаю, Бірмі, Ісландії, Канаді, Японії та іншим. Водночас забивав й командам, які добре відомі в Європі — турецьким «Галатасараю», «Фенербахче», «Бешикташу», німецькому «Вердеру» (Бремен), збірній шведських клубів «Юргорден» та «Норрчепінг», «Гетеборгу», «Славії» (Софія) і «Рапіду» (Бухарест).
У 1959 році зіграв єдиний матч у складі олімпійської збірної СРСР. Не отримав можливості грати за національну збірну, оскільки на той час в нападі збірної СРСР грали такі зірки, як Едуард Стрєльцов та Микита Симонян.

## Кар'єра тренера
По завершенні кар'єри гравця розпочав тренерську діяльність. У 1965 році допомагав тренувати «Шахтар» (Караганда). У 1966 році працював у рідному «Локомотиві» (Москва) на посаді технічного директора. У березні 1967 року призначений головним тренером національної збірної Чаду, яку очолював до кінця 1968 року. Після річної перерви повернувся на тренерський місток збірної Чаду (лютий 1970 — серпень 1971). З 1973 по 1974 рік тренував аматорський колектив «Локомотив» Московсько-ярославльського відділу Московської залізничної дороги. У 1975 році допомагав тренувати, а в 1981—1989 роках працював на посаді головного тренера СДЮСШОР «Локомотив» (Москва).
Помер 23 листопада 2012 року в Москві у віці 80 років.

## Досягнення

### Як гравця
«Локомотив» (Москва)
- Кубок СРСР
  -  Володар (1): 1957

- Вища ліга СРСР
  -  Срібний призер (1): 1959